# Resolució 405 del Consell de Seguretat de les Nacions Unides
La Resolució 405 del Consell de Seguretat de les Nacions Unides, fou aprovada el 15 d'abril de 1977, després de considerar l'informe lliurat per la missió especial per la República Popular de Benín establerta per la resolució 404, el Consell va rebutjar els atacs pels mercenaris al país el 16 de gener de 1977. Va prendre en compte la resolució 239 (1965), rebutjant que qualsevol estat contractés mercenaris per atacar uns altres, interferint amb els seus assumptes interns. El Consell també va advertir en contra de qualsevol intent d'un Estat de desestabilitzar a un altre.
La resolució va continuar agraint a la Missió Especial pel seu treball i va sol·licitar assistència material d'Estats Membres per a Benín per ajudar a reparar els danys materials soferts durant l'atac.
No es va donar cap detall de la votació, només que va ser adoptada "per consens".